# Tournoi d'échecs de Londres

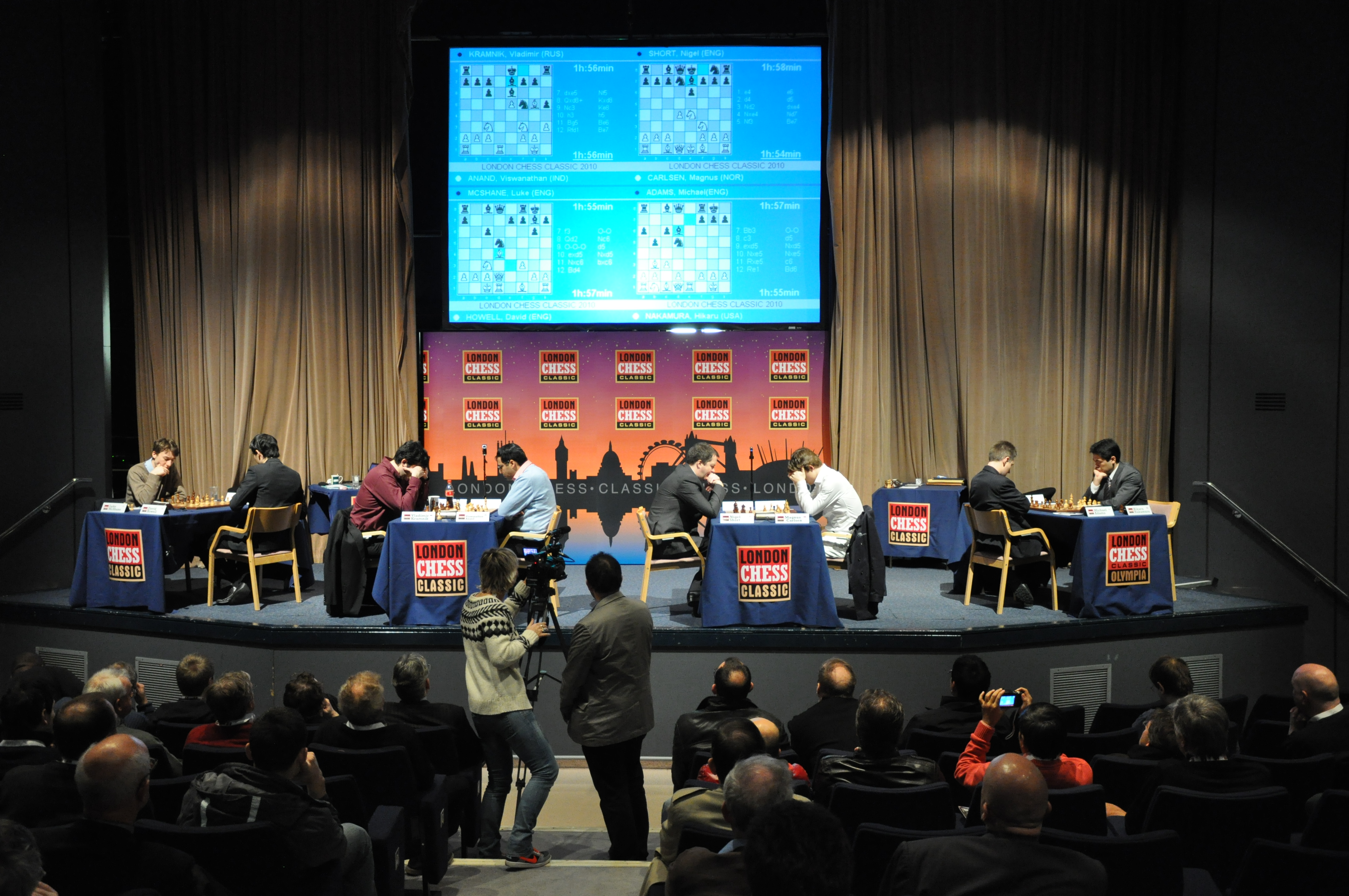
La scène du tournoi Chess Classic de Londres en 2010.

L'histoire des tournois d'échecs de Londres commence avec l'organisation du premier tournoi d'échecs moderne en 1851. Ce tournoi qui réunissait plusieurs maîtres d'échecs européens dont Howard Staunton fut remporté par un Allemand, Adolf Andersen.
Depuis 2009, le tournoi de Londres, organisé en décembre, est appelé (en)London Chess Classic et réunit les meilleurs joueurs mondiaux et les meilleurs joueurs britanniques.

## 1851 à 1900

### Principaux championnats et tournois internationaux
Le tournoi international de 1851 fut précédé en 1849 par un tournoi au Ries' Divan qui fut remporté par Henry Buckle devant George Medley et John Medley.
- 1851 
  - Premier tournoi international de Londres : Adolf Anderssen
  - Tournoi du club de Londres : Adolf Anderssen

- 1862 (Grand tournoi international de Londres) : Adolf Anderssen devant Louis Paulsen

- 1872 (Grand tournoi de la British Chess Association) : Wilhelm Steinitz devant Blackburne
- 1883 (Tournoi international de Londres) : Johannes Zukertort devant Steinitz et Blackburne

### Congrès britanniques organisés à Londres
Les congrès britanniques étaient des tournois internationaux organisés par la British Chess Federation ou la British Chess Association.
- 1885 (1er congrès de la British Chess Association à Londres) : Isidor Gunsberg devant Henry Bird
- 1886 (tournoi de maîtres du 2e congrès de la British Chess Association à Londres) : Joseph Henry Blackburne et Amos Burn devant Gunsberg, Jean Taubenhaus, James Mason, S. Lipschütz, George Henry Mackenzie et Johannes Zukertort ; Blackburne remporta le départage en décembre 1887
- 1887 (tournoi de maîtres du 3e congrès) à Londres : Burn et Gunsberg devant Blackburne.
- 1889 (5e congrès) à Londres : Bird devant Gunsberg et Mason.
- 1892 (tournoi de maîtres du 7e congrès) : Emanuel Lasker devant Mason, Rudolf Loman (en) et Bird.
- 1899 : tournois de la British Chess Association :
  - tournoi principal : Lasker devant Géza Maróczy, David Janowski et Pillsbury.
  - tournoi mineur remporté par Frank Marshall devant Georg Marco

### Challenge Cup (ancêtre du championnat de Grande-Bretagne)
- 1866  (1re Challenge Cup, tournoi toutes rondes organisé par la British Chess Association) : victoire de De Vere
- 1868-1869 (2e Challenge Cup de la British Chess Association) : Blackburne et De Vere
- 1870 (3e Challenge Cup de la British Chess Association) : Whisker devant Burn après un match de départage, suivis par John Owen et Blackburne
- 1872 (4e Challenge Cup de la British Chess Association) : Whisker devant De Vere après un match de départage, suivis par Minchin, MacDonnell, John Owen et Blackburne

### Autres tournois organisés à Londres  de 1876 à 1900
- 1876 (tournoi du Simpson's Divan) : Joseph Blackburne devant Johannes Zukertort
- 1879 (tournoi du club de la City de Londres) : Henry Bird devant Blackburne, Mason et MacDonnell
- 1886 : tournoi du British chess club : Joseph Blackburne devant Bird, Gunsberg et Mason
- 1888 (tournoi du Simpson's Divan) : Isidor Gunsberg devant James Mason et Bird
- 1891 (tournoi du Simpson's Divan, tournoi d'hiver) : victoire de Bird
- 1891 ou 1892 : tournoi à cinq du British chess club : Emanuel Lasker devant Blackburne, Mason, Gunsberg et Bird
- 1893 (tournoi du Simpson's Divan) : Joseph Blackburne devant Mason et Teichmann
- 1894 (tournoi du Simpson's Divan) : Richard Teichmann devant Müller et Bird
- 1896 (tournoi du Simpson's Divan) : Richard Teichmann devant Lee et Van Vliet
- 1900 (tournoi sur invitation de la city de Londres) : Richard Teichmann devant Mason et Gunsberg

## 1901 à 1979
- 1904 : tournoi du London Chess Club remporté par William Napier, devant Teichmann, Gunsberg et Blackburne
- 1907 : Henry Atkins, remporte le 4e championnat d'échecs de Grande-Bretagne devant Blackburne
- 1922  : 15e congrès de la British Chess Federation
  - tournoi de maîtres du  remporté par Jose Raul Capablanca devant Alexandre Alekhine et Vidmar
  - tournoi major-open remporté par Reginald Mitchell
  - tournoi mineur remporté par Arpad Vajda
- 1927 :  
  - tournoi du British Empire Club remporté par Nimzowitsch et Tartakover devant Marshall, Vidmar, Bogoljubov et Réti
  - tournoi à six joueurs remporté par Aaron Nimzowitsch devant Frederick Yates
- 1932 : 
  - tournoi international Sunday Referee (un journal du dimanche) remporté par Alexandre Alekhine devant Flohr, Kashdan et Sultan Khan
  - Championnat de Grande Bretagne remporté par Mir Sultan Khan
- 1946 : Victory tournament, tournoi international Sunday Chronicle (journal du dimanche, maintenant fusionné), avec deux sections aussi fortes :
  - section A : Herman Steiner devant Ossip Bernstein et Tartakover
  - section B : Max Euwe devant Christoffel et Denker
- 1948 : Championnat de Grande Bretagne remporté par Reginald Broadbent
- 1949 : Ossip Bernstein
- 1954 : Vasja Pirc
- 1973 : tournoi international Guardian Royal Exchange, remporté par Jan Timman
- 1975 : tournoi international Evening Standard London Chess Fortnight, remporté par Tony Miles
- 1977 : tournoi international Lord John Cup, remporté par Vlastimil Hort

## 1980-1984: tournoisPhillips and Drew
De 1980 à 1984, Les tournois étaient sponsorisés par le Greater London Council et par la banque d'affaires Phillips and Drew, qui fut rachetée en 1986 par UBS.
- 1980 (10-25 avril) : Tony Miles, Ulf Andersson et Viktor Kortchnoï devant Sosonko et Speelman
- 1982 (15-30 avril) : Ulf Andersson et Anatoli Karpov devant Seirawan et Speelman
- 1984 (26 avril-11 mai) : tournoi de catégorie 14 remporté par Anatoli Karpov devant Lev Polougaïevski, Chandler, Timman, Seirawan et Ribli. Ce fut le premier tournoi organisé au Royaume-Uni avec uniquement des grands maîtres internationaux.

En 1986, un tournoi sans Phillips and Drew fut organisé du 11 au 17 mars par le Greater London Council avec le même format. Vainqueur : Glenn Flear devant Chandler, Short, Ribli et Nunn

## 1985-1989: tournois Natwest (NWYM)
- 1985 : victoire de David Norwood (6,5/9)
- 1988 : victoire de Sergey Kudrin, David Norwood et Michael Adams (6/9)
- 1989 : victoire de Dibyendu Barua (6/9)

## 2003 à 2009: mémorial Howard Staunton
| Éd. | Année | Vainqueur         | Deuxième(s)                             | Troisième        | Quatrième(s)                | Nombre de joueurs |
| --- | ----- | ----------------- | --------------------------------------- | ---------------- | --------------------------- | ----------------- |
| 1   | 2003  | Jonathan Speelman | Daniel King                             | John Emms        | David Howell                | 4                 |
| 2   | 2004  | Daniel King       | Jonathan Speelman deuxième au départage | Jonathan Lewitt  | Jovanka Houska              | 4                 |
| 3   | 2005  | Jonathan Levitt   | Jonathan Speelman deuxième au départage | Colin McNab      | David Howell                | 6                 |
| 4   | 2006  | Ivan Sokolov      | Jan Timman Michael Adams                |                  | Jan Werle                   | 12                |
| 5   | 2007  | Michael Adams     | Ivan Sokolov Loek van Wely              |                  | Gawain Jones Jan Werle      | 12                |
| 6   | 2008  | Michael Adams     | Loek van Wely                           | Jan Smeets       | Jan Timman                  | 12                |
| 7   | 2009  | Nigel Short       | Jan Smeets                              | Ivan Sokolov     | Michael Adams Loek van Wely | 10                |
| 7   | 2009  | Jan Timman        | Aleksandr Tcherniaïev                   | Viktor Kortchnoï | Nigel Davies                | 10                |

De 2006 à 2009, le mémorial Howard Staunton opposait six joueurs britanniques à six joueurs néerlandais. Les Pays-Bas remportèrent le match en 2006, 2007 et 2008.
En 2009, furent organisés deux tournois avec dix joueurs :
- un tournoi toutes rondes remporté par Timman ;
- un match-tournoi à deux tours Angleterre (Adams, Short, Howell, McShane, Jones) contre Pays Bas (Sokolov, Smeets, van Wely, L'ami, Werle) suivant le système Scheveningue. Le tournoi fut remporté par l'Angleterre 26,5 à 23,5. Le meilleur résultat individuel fut réalisé par Nigel Short (8 / 10) devant Jan Smeets (6 /10) et Ivan Sokolov (5,5 / 10)[1].

## Depuis 2009: tournois Chess Classic et Super 16 Rapid
Le tournoi Chess Classic de Londres est disputé habituellement en décembre.
- 2009 : victoire de Magnus Carlsen
- 2010 : victoire de Magnus Carlsen
- 2011 : victoire de Vladimir Kramnik
- 2012 : victoire de Magnus Carlsen
- 2013 (Super 16 Rapid) ;  victoire de Hikaru Nakamura

En 2013, le tournoi, appelé Super Sixteen Rapid, était un tournoi de parties rapides avec seize joueurs répartis en quatre poules, les deux premiers de chaque poules participaient aux quarts de finale. Deux joueurs (Istratescu et Sutovsky) étaient sélectionnés par un open FIDE qui avait lieu  auparavant.
- 2014 : victoire de Viswanathan Anand

Pendant cinq ans, de 2015 à 2019, le tournoi de Londres était la dernière étape du Grand Chess Tour.
- 2015 (Grand Chess Tour) : victoire de Magnus Carlsen
- 2016 (Grand Chess Tour) : victoire de Wesley So
- 2017 (Grand Chess Tour) : victoire de Fabiano Caruana
- 2018 (Grand Chess Tour) : victoire de Hikaru Nakamura
- 2019 (Grand Chess Tour) : victoire de Ding Liren
- En 2021 : match Angleterre - Reste du monde
- 2023 : victoire de Michael Adams